# Pomas
För andra betydelser, se Pomas (olika betydelser).
Pomas är en kommun i departementet Aude i regionen Occitanien  i södra Frankrike. Kommunen ligger  i kantonen Saint-Hilaire som ligger i arrondissementet Limoux. År 2022 hade Pomas 985 invånare.

## Befolkningsutveckling
Antalet invånare i kommunen Pomas
Referens: INSEE